# 王祚森

Spain 2014

王祚森（Ong Johsen Johnson，1968年9月23日—），新加坡出生，左撇子。詞曲創作兼製作人，編劇，企劃人，樂評人，中文翻譯撰寫人，美食專欄作家兼餐飲顧問。新加坡英文話劇界知名編劇及作者陳贊浩之外甥。

## 音樂相關
1986年以創作歌曲《Colour Young》於新加坡青年詞曲創作人協會、野馬哈音樂學院及音樂版權協會聯合舉辦「新謠節1986」正式出道。

1988年兩首創作作品《黑的幻想曲》與《重複又重複》入選「新謠節1988」。

1988年參與新加坡第一屆《藝穗節之年輕出擊》演出。

1989年自創作品《我怕》入選「新謠節1989」。

1991年自創作品《我怕》改詞《愛心王國》，收錄於新謠歌手玖建首張個人專輯。

1992年為玖建第二張個人專輯《夢裡夢外》創作《靠近》。

1993年加盟Music & Melody Publishing出任A&R音樂總監一職。

1994年為馬來西亞歌手陳時正創作《寧願不懂》；為玖建創作《你在週末三點離開》、《愛一輩子會不會》及《傷心不需要眼淚》三首作品，收錄於《決定》專輯。

1994年為新加坡廣播電視台迷你劇《曲終魂斷》創作電視主題曲《隱隱作疼》收錄於玖建「燃燒」專輯；香港藝人黎瑞恩第六張個人專輯《你愛我甚麼》，主打歌《你愛我甚麼》翻唱自《傷心不需要眼淚》，新加坡廣播電視台電視劇《真心男兒》片尾曲。

1995年為玖建企劃《有那麼一天》EP專輯。

1995年成立Housecat Music Publishing 自行處理音樂版權，並且開始發掘新銳創作人。以筆名韓港秋為新進歌手唐志偉創作《覺醒》。

1996年加盟寶麗金音樂版權香港公司，駐台灣分公司出任專業版權經理全數轉往幕後，除了於亞洲各地發掘新創作人以及歌手，參與多張台灣唱片幕後企劃、音樂版權協調、歌曲製作、創作人訓練等多項工作。發掘台灣創作人季龍祥 （页面存档备份，存于）、張覺 （页面存档备份，存于）、馬來西亞創作人陳志豪（Equal、紅雨晴），新加坡創作人張玫潔、瀧澤久健等。

1998年受邀過檔到GMM （页面存档备份，存于）唱片 （台灣）出任版權主管。

1998年為黃鶯鶯《為愛瘋狂》專輯第二主打歌曲《我們都錯了》填詞；創作《不要讓悲傷靠近》收錄於李蕙敏《在屋頂唱歌》專輯。

2001年出任Peer Music新馬地區總經理一職。

2005年首次與知名編曲製作人梁伯君聯手為第一屆《Singapore Idol （页面存档备份，存于）》亞軍沈祥龍製作個人首張專輯《起飛 （页面存档备份，存于）》。

2007年再度與梁伯君為知名娛樂場所 St. James Power Station 旗下歌手之合輯《Dragonfly》聯手製作，並首次與新加坡知名創作人 Dick Lee 聯手創作主題曲《倒數三秒》以及沈祥龍個人單曲《希望 （页面存档备份，存于）》。

2008年首次參與新加坡電影的《大囍事 （页面存档备份，存于）》電影原聲帶製作，三度與梁伯君聯手製作主題曲《我們的愛 （页面存档备份，存于）》、插曲《雙喜》和《愛反覆 （页面存档备份，存于）》，首次與創作人陳孟奇（後改名陳俊達）、馬來西亞模特兒姚惠敏（Christy Yow）以及第一屆《Singapore Idol （页面存档备份，存于）》季軍卓猶燕（Olinda Cho （页面存档备份，存于））合作。

2012年四度與梁伯君聯手為《那個夏天》電影原聲帶製作一首單曲，鄧冠聖（後改名鄧養天）初試啼聲《那個夏天》單曲製作。

2014年五度與梁伯君聯手為新銳古典／流行歌手[吳杰鳴]製作首張概念專輯《冥王星》，包辦專輯企劃、所有歌詞及配唱製作。

2014年以《冥王星 （页面存档备份，存于）》角逐第19屆《新加坡金曲獎－最佳本地作詞獎》

2014年年末參與吳杰鳴《Oh, The Season》網絡單曲，《很慶幸》單曲作詞兼配唱製作。

2014年為吳杰鳴創作的《冥王星》及《維納斯腰帶 （页面存档备份，存于）》入圍新加坡YES933醉心龍虎榜2014年百首金曲。

2015年玖建發行精選集《玖逢知己·玖建音樂全紀錄》，舊作《愛心王國》、《你在週末三點離開》、《愛一輩子會不會》及《傷心不需要眼淚》相隔20年再次曝光。

2015年參與陳子謙導演《3688想入飛飛 （页面存档备份，存于）》電影創作主題曲《念 （页面存档备份，存于）》製作人兼作詞，時隔16年再次與張玫潔合作，收錄於電影原聲帶。

2019年7月闊別了20年再合作，企劃玖健於新加坡濱海藝術中心舉辦的《熟悉與不熟悉》音樂會。

2019年12月上旬吳杰鳴耗時長達4年完成的第二張中文專輯《漫遊癖》首波單曲《遇見約書亞（只要你快樂就好）》單曲於網絡正式發行。

2019年12月與吳杰鳴耗時長達4年完成的第二張中文專輯《漫遊癖》，包辦整張專輯作詞及專輯構思及企劃。

## 美食相關
2007年下半年與香港萬里機構合作出版《新加坡美食地圖》，出版第三周即榮登亞洲周刊－新加坡書籍暢銷榜8周冠軍（6連冠）逗留暢銷榜長達24周。

2009年受邀於新加坡《我報》撰寫美食專欄《森品堂》，同年也受邀於新加坡《聯合早報》撰寫美食特稿；受邀台灣高鐵雙月刊《T-Plus》11／12月號刊 （页面存档备份，存于）撰寫新加坡美食特稿。

2010年與新加坡知名電台DJ林安娜在Radio 100.3 電台節目《安娜好自在》之《森哥好介紹》單元為聽眾推薦美食。

2011年出版《新加坡食尚達人》。

2013年8月受邀於新加坡時尚奢華雜誌《Prestige 品》特約撰寫美食特稿。

2015年以餐飲顧問身份協助餐館或餐飲集團改良菜式或批改菜單。

2019年首次參與新傳媒美食烹飪節目《三把刀 （页面存档备份，存于）》出任客卿評審，錄製兩集節目。

## 戲劇相關
2018年與TOY肥料廠吳文德導演跨界合作，為新加坡華族文化中心 （页面存档备份，存于）《華彩2018》特別撰寫《天才諧星 （页面存档备份，存于）》脫口秀劇本，由王偉良 （页面存档备份，存于）、潘嗣敬、陳思敏(Jo Tan) （页面存档备份，存于）、陳穎奇(Judee Tan)、庄舒怡(Shuyi Ching)、彭婉晴、林俊傑和吳偉樑八位演員聯合演出。

## 新聞事件
2012年9月14日針對榮壽司集團（Sakae Sushi）總裁符標雄先生所發表的「新幣$3000請不到清潔工」做出回應，以一個月的時間出任清潔工公開挑戰榮壽司即時引起媒體的關注。榮壽司總裁原答應面會，卻在會面當日以忙碌回拒見面。以此同時榮壽司宣傳經理也謹慎的回拒了先前發出的戰書。

## 翻譯撰寫
2013年柏典酒店集團（Patina Hotels & Resorts）中文官方網站

2015年為國際知名建築師Jean Nouvel及Thierry Despont聯手打造的美國紐約摩天樓「53W53 （页面存档备份，存于）」撰寫中文官方樓宇售賣宣傳冊